# Ian Gillan Band
La Ian Gillan Band è stato un gruppo musicale jazz-rock fusion britannico formato nel 1975 dal cantante Ian Gillan, già voce dei Deep Purple. Il gruppo si è sciolto nel 1978.

## Storia
Dopo aver mollato i Deep Purple, Ian Gillan si ritirò dalla scena musicale per perseguire altre iniziative imprenditoriali, che includevano motori di motociclette, un country hotel/ristorante (con tanto di piscina a forma di chitarra) e divenne il proprietario dello studio Kingsway Recorders, in cui iniziò a lavorare alle sue prime canzoni soliste post-Deep Purple. Queste iniziative, a parte lo studio di registrazione, finirono tutte per fallire. Il 16 ottobre del 1975, Gillan partecipò alla messa in onda televisiva del The Butterfly Ball and the Grasshopper's Feast di Roger Glover (ex bassista dei Deep Purple) che fu tenuto alla Royal Albert Hall, a Londra, in cui cantò "Sitting in a Dream" al posto di Ronnie James Dio, il quale aveva ricevuto il veto a partecipare da parte del leader dei Rainbow, Ritchie Blackmore, nonché ex-membro dei Deep Purple e responsabile dell'abbandono della band da parte di Gillan e Glover. L'ingresso di Gillan fu accolto con una standing ovation da parte del pubblico. Questo, unito agli insuccessi della carriera extra-musicale, lo convinsero a riprendere la carriera di cantante e di formare una nuova band.
Inizialmente militò negli Shand Granade, una combinazione di Shangri-La e Granade, per i quali Gillan fu incoraggiato dal management a cambiare il nome della band in Ian Gillan Band. La formazione, oltre a Gillan, comprendeva Ray Fenwick alla chitarra, Mark Nauseef alla batteria (Elf), Mike Moran alle tastiere e Jonn Gustafson al basso (Roxy Music), tutti esperti musicisti in orbita Purple Records (al cui management Gillan era ancora legato). Nel gennaio del ’76, i musicisti si recarono a Monaco per registrare l’LP d’esordio, il cui titolo, Child in Time, serviva anche ad evidenziare il collegamento coi Deep Purple. Oltre a contenere una versione in chiave jazz-rock del classico della band, il disco vede peraltro la partecipazione alla produzione dell'amico ed ex-Deep Purple Roger Glover. L’opera si rivela stilisticamente dispersiva e, sebbene non sia stata fortemente criticata dalla critica, non aiutò la band a trovare un mercato. Dopo aver assunto l'ex ex-Rainbow Micky Lee Soule al posto di Moran ed un breve tour in Francia, la band approdò alla Island Records per la pubblicazione di Clear Air Turbulence e sostituì Lee Soule con Colin Towns.
Clear Air Turbulence fu caratterizzato da una lavorazione alquanto travagliata e l'uscita fu rimandata a causa dello scontento del cantante nei confronti del mix iniziale dei brani. Questo riemerse decenni dopo sotto il titolo The Rockfield Mixes, pubblicato da Angel Air. Grazie all’apporto del nuovo tastierista Colin Towns, la band riuscì a mettere a fuoco il proprio sound fortemente influenzato dal jazz-rock e le impressionanti qualità del singer. Durante questo periodo, la Ian Gillan Band riuscì ad ottenere un certo successo in Giappone ed a creare una nicchia di culto in Europa, ma non riuscì mai ad arrivare al pubblico nordamericano. La proposta sperimentale del gruppo non riusciva a trovare mercato tra il pubblico hard rock, troppo tradizionalista, e nemmeno tra il pubblico pop, poco avvezzo alla componente prog ed alla lunghezza dei brani. Dopo appena un mese (maggio) di tour, il gruppo si ritrovò per lavorare su nuovi brani.
Il nuovo album, Scarabus, fu concepito in modo da risultare più accessibile, riducendo la lunghezza dei brani e favorendo maggiormente la componente hard-rock rispetto al passato. Tuttavia, l'arrivo della punk music fece sì che il disco riuscì ad avere vendite confortanti solo in Giappone e ciò porto all'abbandono della band da parte della Island.
L'anno successivo, Gillan sciolse la band e decise di mantenere il solo Colin Towns per formare una nuova formazione semplicemente chiamata Gillan. Dopo lo scioglimento, furono pubblicati ancora due album per il mercato locale giapponese: Live at Budokan I e Live at Budokan II. Dopo la scissione, Gustafson disse: "Gillan decise che non gli piaceva la direzione della band e che voleva suonare più roba rock. In realtà, avrebbe dovuto puntare i piedi molto prima. Io personalmente mi aspettavo di suonare roba alla Deep Purple, ma lui ci ha sempre lasciato fare quello che volevamo."
I Gillan, in seguito, riuscirono ad arrivare al successo con Mr. Universe ed in particolare col successivo Glory Road, che uscì per la Virgin Records. Sulla scia del successo della nuova formazione, la Virgin rilevò il vecchio catalogo della IGB nel 1983 e ripubblicò Live At the Budokan. In seguito, il cantante abbandonerà la band proprio all'apice della carriera della band a causa di problemi alle corde vocali. Quindi, dopo una breve partecipazione coi Black Sabbath, si unì alla reunion dei Deep Purple nel 1984.

## Formazione
- Ian Gillan – voce (1975-1978)
- Ray Fenwick – chitarre (1975-1978)
- John Gustafson – basso (1975-1978)
- Mark Nauseef – batteria (1975-1978)
- Mike Moran – tastiere (1975-1976)
- Micky Lee Soule – tastiere (1976)
- Colin Towns – tastiere (1976-1978)

## Discografia

### Album in studio
- 1976 – Child in Time
- 1977 – Clear Air Turbulence
- 1977 – Scarabus
- 1997 – The Rockfield mixes (ristampato come Before the Turbulence nel 2012)

### Live
- 1978 – Live at the Budokan Vol. 1 (EastWorld Records)
- 1978 – Live at the Budokan Vol. 2 (EastWorld Records)
- 1983 – Live at the Budokan Vol. 1 & 2 (Virgin Records)
- 1989 – Live at the Budokan (Virgin Records, CD release)
- 1998 – Live at the Rainbow
- 2001 – Live: Yubin Chokin Hall, Hiroshima

### Compilation
- 2002 – Anthology
- 2003 – Rarities 1975-1977

### Singoli
- 1976 – You Make Me Feel So Good / Shame
- 1977 – Twin Exhausted / Five Moons
- 1977 – Country Lights / Poor Boy Hero
- 1978 – Mad Elaine / Mercury High
- 1978 – Smoke on the Water / Mad Elaine - live